# 木更津市立鎌足小学校
木更津市立鎌足小学校(きさらづしりつかまたりしょうがっこう)は千葉県木更津市にある市立小学校。

## 概要
通称 鎌小とも呼ばれている。
同学校の裏には山があり、「教育の森」として
2008年から整備されている。

## 沿革

### 経緯
鎌足小学校の歴史は古く、明治６年より前身である「矢那小学校」が設立されている。
その後明治25年には「矢那尋常小学校」への改名、昭和60年には昭和22年から併設されていた「鎌足中学校」の現在地への移転などがされ現在に至る。

### 年表
- 1873年
  - 7月- 矢那小学校を設立
- 1892年
  - 11月- 矢那尋常小学校と校名改称
- 1954年
  - 11月- 鎌足村が木更津市に編入 同時に木更津市立鎌足小学校と改称
- 1959年
  - 2月- 学校給食開始
- 1968年
  - 1月- 鉄筋二階建て校舎四教室新設
  - 11月- 校歌制定
- 1969年
  - 3月- 体育館新設
- 1971年
  - 11月- 校章・校旗制定
- 1985年
  - 4月- 鎌足中学校移転により、中学校跡地及び体育館を小学校に移管
- 1988年
  - 3月- 新校舎落成
- 1989年
  - 8月- 水泳プール（６コース）竣工
- 2005年
  - 9月- コンピュータ全台交換
- 2006年
  - 6月- 元・ｵﾘﾝﾋﾟｯｸ選手苅部俊二氏来校
- 2007年
  - 7月- 超人シェフ三宮昌幸氏来校
- 2015年
  - 10月- 教育用コンピュータ全台交換・教育の森整備

## 進学先中学校
- 木更津市立鎌足中学校

## 学区 / 校区内の主な施設
- 高倉観音
- かずさアカデミアパーク
- 矢那川ダム

## 交通
日東交通・高倉線矢那バス停より徒歩10分